# إريك اندكفيست
إريك اندكفيست (بالسويدية: Erik Lundqvist)‏ هو رامي الرمح ‏ سويدي، ولد في 29 يونيو 1908 في Ludvika Municipality ‏ في السويد، وتوفي بنفس المكان في 7 يناير 1963.

## وصلات خارجية
- إريك اندكفيست على موقع اللجنة الأولمبية الدولية (الإنجليزية)
- إريك اندكفيست على موقع أوليمبيديا (الإنجليزية)
- إريك اندكفيست على موقع اللجنة الأولمبية السويدية (السويدية)